# Vladimir Prelog
Vladimir Prelog, ForMemRS (Sarajevo, Imperi Austrohongarès 1906 - Zúric, Suïssa 1998) fou un químic i professor universitari suís, d'origen croata, guardonat amb el Premi Nobel de Química l'any 1975 pels seus treballs en el camp de l'estereoquímica de les reaccions de catàlisis dels enzims. Durant la seva vida va viure i va treballar a Praga, Zagreb i Zúric.

## Biografia
Va néixer el 23 de juliol de 1906 a la ciutat de Sarajevo, ciutat que en aquells moments estava sota domini de l'Imperi Austrohongarès però que avui dia és la capital de Bòsnia i Hercegovina. Present en el moment de l'assassinat de l'arxiduc Francesc Ferran d'Àustria i la seva esposa, pretext per l'inici de la Primera Guerra Mundial, el 1915 es traslladà, juntament amb la seva família a la ciutat de Zagreb, on va començar els estudis al gymnasium. Entre 1924 i 1928 va estudiar química a la Universitat Tècnica Txeca de Praga. L'any 1929 realitzà la seva tesi doctoral sota la supervisió d'Emil Votocek i Rudolf Lukes, els quals l'introduïren en el món de la química orgànica. Després d'exiliar-se de Iugoslàvia a causa de la invasió nazi s'instal·là a Suïssa, on va adquirir la nacionliatat l'any 1959.
A l'inici de la Guerra de la independència croata va redactar, al costat de 109 Premis Nobel, un document per a la pau. Prelog va morir a la seva residència de Zúric el 7 de gener de 1998.

## Recerca científica

### Recerca a Zagreb
Encara que Prelog no havia pensat treballar en l'entorn acadèmic va acceptar el càrrec de professor de la Universitat de Zagreb l'any 1935. A la Facultat Tècnica de Zagreb, va ser professor de química orgànica i enginyeria química.
Amb l'ajuda de col·laboradors i alumnes, i patrocinat financerament per la farmacèutica "Kaštel" (actualment Pliva), va començar a investigar la quinina i els seus compostos. El resultat del treball en la indústria va ser la producció, financerament satisfactòria, de Streptazol, una de les primeres sulfonamides comercials. El treball científic d'aquell temps va culminar amb la primera síntesi d'adamantà, un hidrocarbur amb una estructura alicíclica inusual, que es va aïllar a partir de crus dels camps de petroli de Moràvia.

### Recerca a Zuric
L'any 1941 Alemanya envaeix Iugoslàvia (creada el 1918) i Prelog és convidat per Richard Kuhn a donar una conferència a Alemanya i també Lavoslav Ružička va convidar a visitar-lo a Zúric en el seu camí a Alemanya. Prelog i la seva dona van utilitzar aquestes invitacions per escapar a Zuric, a Suïssa. Amb l'ajuda de Ružička, es va guanyar el suport de CIBA Ltd i va començar a treballar en el Laboratori de Química Orgànica a l'Institut Federal Suís de Tecnologia (ETH, o Eidgenössische Technische Hochschule). L'any 1944 Prelog va aconseguir separar els enantiòmers quirals de la base de Troger per cromatografia sobre un substrat òpticament actiu.
Amb aquesta resolució quiral, va ser capaç de demostrar que no només el carboni, sinó també els àtoms de nitrogen poden ser centres quirals d'una molècula, com s'havia especulat durant anys. La seva relació amb Ružička el va ajudar a pujar l'escala jeràrquica acadèmica. Començant com un assistent, es va convertir en Privat-dozent, Professor Titular, professor associat i el 1952 professor de temps complet. L'any 1957 va succeir Ružička com a cap del Laboratori. Com que a Prelog no li agradaven les tasques administratives, va implementar presidència rotatòria en l'ETH. Prelog es va unir a l'ETH en el moment adequat, molts companys de treball de Ruzicka, jueus, van abandonar el país per anar als Estats Units i Prelog va omplir en certes manera el buit que van deixar.
Prelog es va centrar el seu interès en els alcaloides. Va trobar un tema ideal en l'elucidació de l'estructura de la solanina; va continuar el seu treball en alcaloides de la Cinchona i va començar a investigar l'estricnina. Va demostrar que la fórmula de Robert Robinson per l'estricnina no era la correcta. Tot i que la fórmula que proposà tampoc no era la correcta, el descobriment va augmentar el seu prestigi internacional. Més tard va treballar, amb Derek Barton, Oskar Jeger i Robert Burns Woodward, en dilucidar les estructures dels alcaloides aromàtics de l'Erythrina.
A mitjan segle, la revolució instrumental va fer necessari un nou enfocament per a l'elucidació estructural. Els mètodes purament químics van quedar obsolets i van perdre part del seu atractiu intel·lectual. Reconeixent la creixent importància dels metabòlits microbians, Prelog va començar a treballar en aquests compostos, que posseeixen estructures inusuals i propietats biològiques interessants. Això el va portar als antibiòtics i l'elucidació de les estructures de compostos com ara la nonactina, la boromicina i les rifamicines. Per Prelog, els productes naturals representaven més que un desafiament químic, els considerava com una evidència  de milions d'anys d'evolució.
L'any 1944, a l'ETH, Prelog va aconseguir separar enantiòmers amb nitrogen trivalent "asimètrics" per cromatografia en columna en moments en què aquest mètode encara estava en la seva infància. El seu treball sobre els anells alicíclics i heterocíclics de mida mitjana el van convertir en un pioner en la teoria estereoquímica i conformacional i li va reportar una invitació per donar la primera conferència del Centenari de la Chemical Society a Londres, l'any 1949. Va sintetitzar compostos amb anells de mida mitjana amb 8 a 12, membres d'èsters d'àcids dicarboxílics per condensació aciloínica i va explicar la seva reactivitat química inusual a causa de les conformacions energèticament desfavorables. També va contribuir a la comprensió de la regla de Bredt en demostrar que un doble enllaç es pot produir al cap de pont si l'anell és prou gran.
En la seva investigació sobre síntesi asimètrica, Prelog va estudiar les reaccions enantioselectives i les regles establertes entre la configuració dels adductes i els productes. Les investigacions de Prelog sobre l'estereoespecificitat de les reduccions microbiològiques de cetones alicícliques i l'oxidació enzimàtica d'alcohols van contribuir no només al coneixement del mecanisme de l'estereoespecificitat de les reaccions enzimàtiques en general, sinó també a l'estructura del lloc actiu de l'enzim.
Especificar el nombre creixent dels estereoisòmers dels compostos orgànics es va convertir per a Prelog un dels seus objectius importants. L'any 1954 es va unir a R. S. Cahn i Christopher Ingold en els esforços per construir un sistema per especificar uns estereoisòmers particulars mitjançant descriptors simples i sense ambigüitats que poden ser fàcilment assignats i desxifrats: El sistema CIP (Cahn-Ingold-Prelog) va ser desenvolupat per definir la configuració absoluta emprant les "regles de seqüència". Junts van publicar dos articles. Després que Cahn i Ingold van morir, Prelog va publicar un tercer article sobre el tema. L'any 1959, Prelog va obtenir la nacionalitat suïssa.

## Guardons

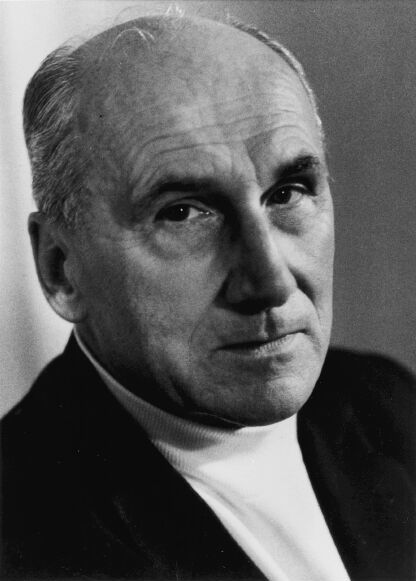
Vladimir Prelog (1986)

Prelog va ser escollit Foreign Member of the Royal Society (ForMemRS) el 1962 per la seva contribució al desenvolupament de l'estereoquímica moderna.
L'any 1975 va rebre el Premi Nobel de Química 1975 [17] [18] [19] per les seves investigacions sobre l'estereoquímica de les reaccions i les molècules orgàniques, [20] compartint-lo amb el químic australià/britànic John Cornforth. [21]
El 1986, es va convertir en un membre honorari de l'Acadèmia Croata de Ciències i Arts.

## Vida privada

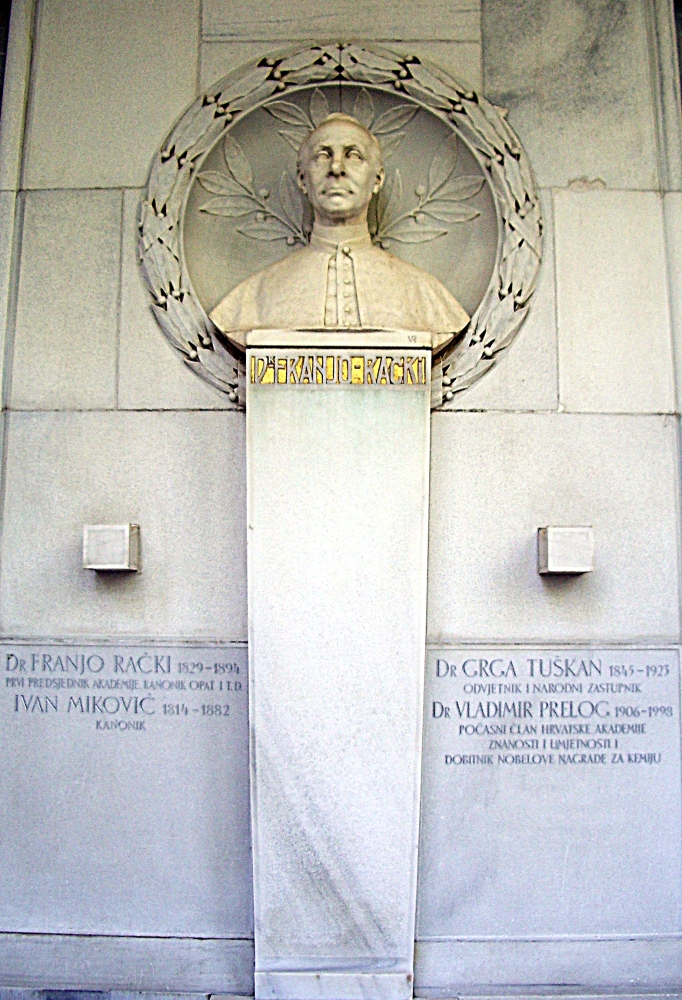
Monument de la Croatian Academy of Sciences and Arts a Franjo Rački, Ivan Miković, Grga Tuškan i Vladimir Prelog al cementiri Mirogoj

El 1933, Prelog es va casar amb Kamila Vitek. La parella va tenir un fill, Jan (nascut el 1949).
Prelog va ser un dels 109 guanyadors del Premi Nobel que van signar la crida per a la pau a Croàcia l'any 1991 [22]
Vladimir Prelog va morir a Zuric, a l'edat de 91 anys. Una urna que conté les cendres de Prelog va ser enterrada cerimoniosament al cementiri de Mirogoj a Zagreb el 27 de setembre de 2001.